# ソハーグ県
ソハーグ県（ソハーグけん、アラビア語: محافظة سوهاج、英語: Sohag Governorate）は、エジプトの県。エジプト南部（上エジプト）、ナイル河谷に位置する。県庁所在地は、ソハーグ。2014年の人口は446万9151人だった。1960年以前はギルガに県庁があり、県名もギルガ県であった。

## 隣接する県
- アシュート県
- 紅海県
- ケナ県
- ワーディー・ゲディード県

## 主要な都市
人口10万人以上の都市（人口は2010年時点）
- ソハーグ - 県内最大都市、人口20万1339人[2]
- ギルガ - 人口10万2701人[2]
- アフミーム（英語版、アラビア語版） - 人口10万1509人[2]

その他の都市
- イル・バルヤナ（英語版、アラビア語版）
- ダール・エッ・サラーム（英語版、アラビア語版）
- ジュハイナ（アラビア語版）
- イル・マンシャ（英語版、アラビア語版）
- イル・マラーガ（英語版、アラビア語版）
- サクルタ（英語版、アラビア語版）
- タハタ（英語版、アラビア語版）
- ティマ（英語版、アラビア語版）

## 産業
主な産業は観光業と、サトウキビ生産及び製糖業である。観光では、県内にシディ・アリフ・モスクや、コプト正教会の白修道院、赤修道院などがある。
サトウキビの生産は、エジプトではキーナ県についで多く、ギルガには多くの工場が存在する。

## 交通
ナイル川による河川交通がある。また、ソハーグにはソハーグ国際空港がある。

## 出身人物
- リファーア・ライ・アッ・タフターウィー（英語版、アラビア語版） - 19世紀エジプトの啓蒙思想家
- ムハンマド・タンターウィー - エジプトでのスンナ派の指導者
- ムハンマド・サアド・カタートニー - 人民議会議長、エル・ミニヤ大学教授